# فن الورنيش الروسي

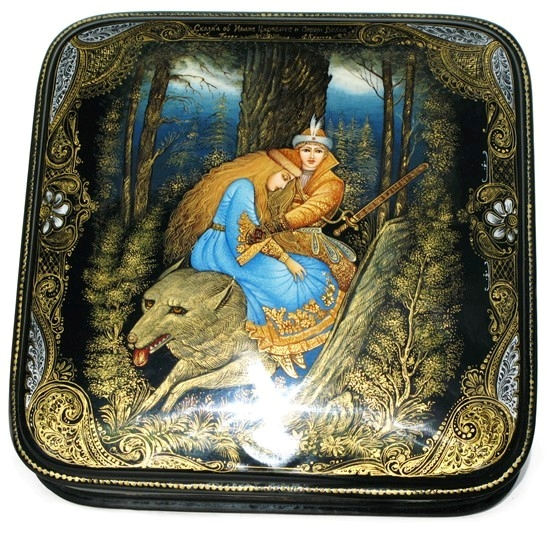
صندوق مجوهرات باليخ يصور مشهدًا من الحكاية الخيالية إيفان تساريفيتش والطائر الناري والذئب الرمادي

تطور فن الورنيش الروسي من فن رسم الأيقونات، والذي انتهى مع انهيار الإمبراطورية الروسية. كان رسّامي الأيقونات، الذين كانوا يعملون في السابق ليس فقط من خلال تزويد الكنائس بل منازل الناس، بحاجة إلى وسيلة لكسب لقمة العيش. وهكذا، تطورت حرفة صنع الصناديق والألواح المزخرفة من الورق المعجون، و طلاء العناصر ثم رسمها يدويًا من قبل الفنانين، غالبًا مع مشاهد من الحكايات الشعبية.

## المراكز الأربعة لفن الورنيش الروسي
تعد قرية فيدوسكينو (Федоскино)، التي تقع على مقربة من موسكو على ضفاف نهر أوتشا، أقدم المراكز الفنية الأربعة لرسم المنمنمات الروسية بالورنيش على الورق المعجن، والتي تُمارس هناك منذ عام 1795. وهي متميزة جغرافيًا، حيث يتم استخدام الدهانات الزيتية بدلاً من تمبيرا. مع السماح للفنان بحرية التعبير في التفسير الانطباعي، فإن أسلوب رسم فيدوسكينو واقعي إلى حد كبير في التكوين والتفاصيل.
باليخ (باليه)
خلوي (خلوي، خلوج، هولوي - هولي)
مستيورا (مستيرا - مستيرا)
يواصل فنانو الورنيش في باليخ وخولوي ومستيورا استخدام تقنية الرسم باستخدام درجات الحرارة المعتمدة على البيض والمغطاة بإبراز أوراق الذهب المعقدة.
تقع الثلاثة جميعها في إمارة فلاديمير سوزدال السابقة، منطقة إيفانوفو في وسط روسيا، وهي متجذرة بعمق في تقليد رسم الأيقونات في القرن السابع عشر والتاسع عشر، والذي استمر حتى الثورة الروسية عام 1917، ويتم إحياؤه الآن من قبل فنانين شباب من روسيا. القرن الحادي والعشرون.

## صالة عرض

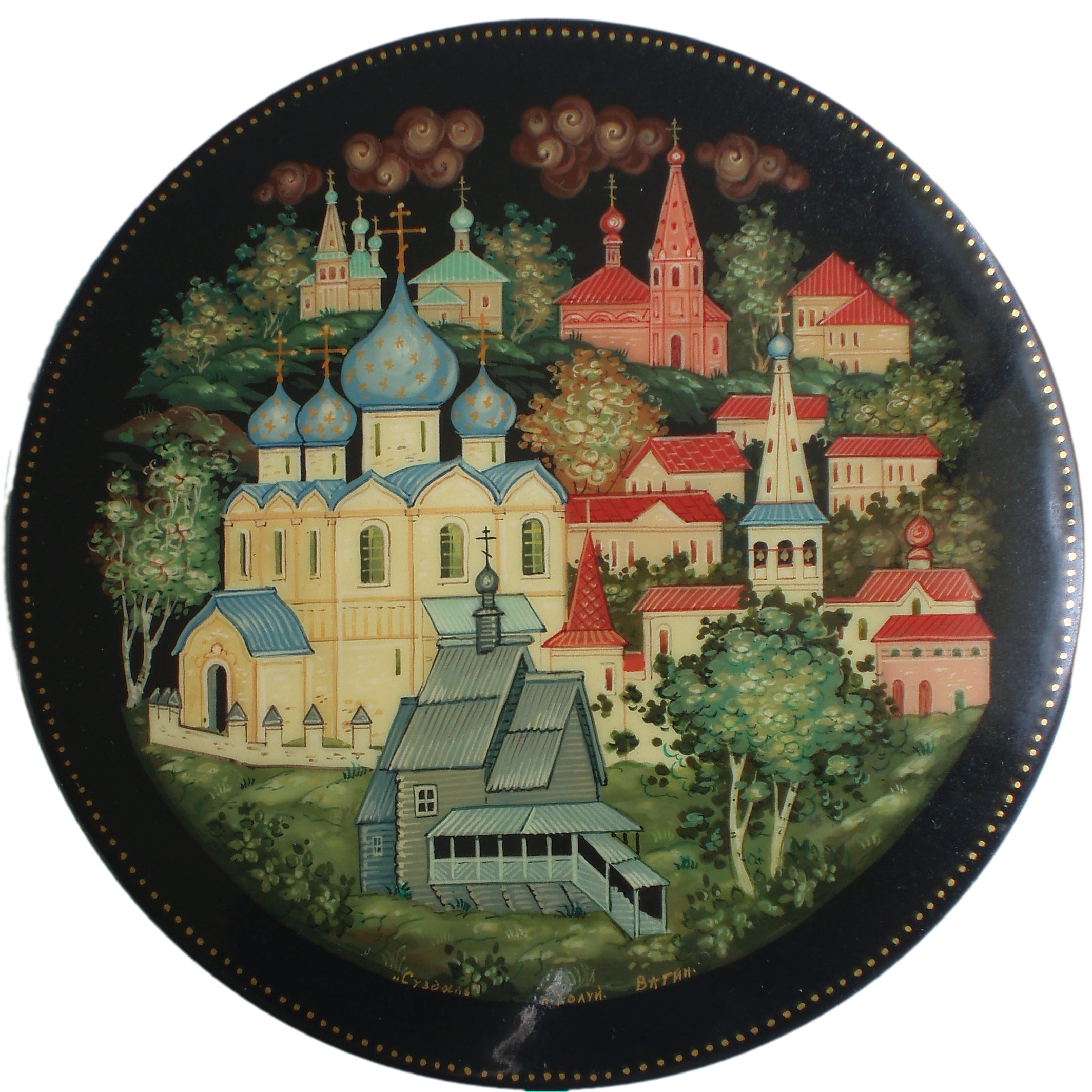
صندوق مجوهرات مصغر من خلوي: منظر مدينة سوزدال.
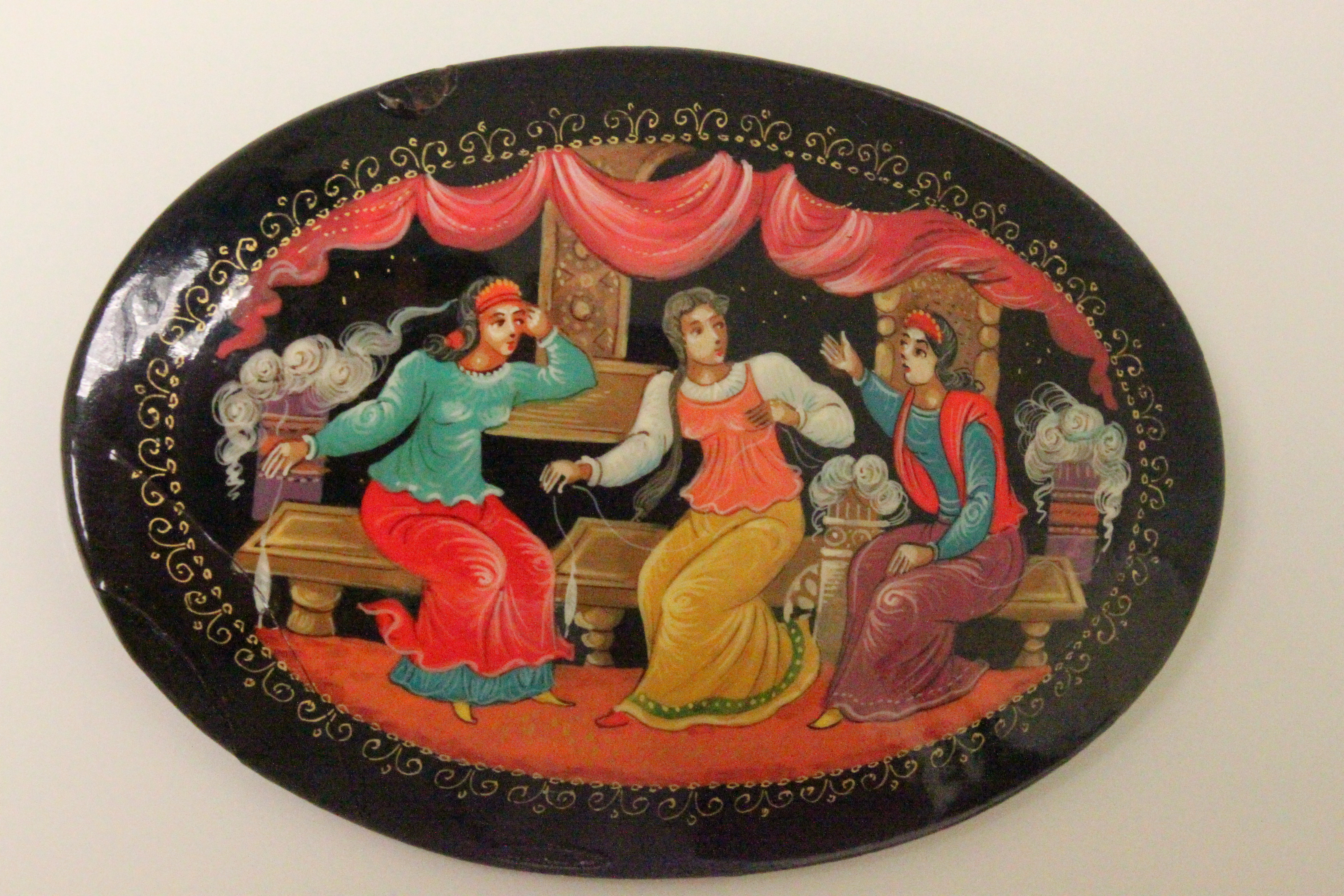
بروش مستيورا المصغر: مشهد من حكاية القيصر سلطان
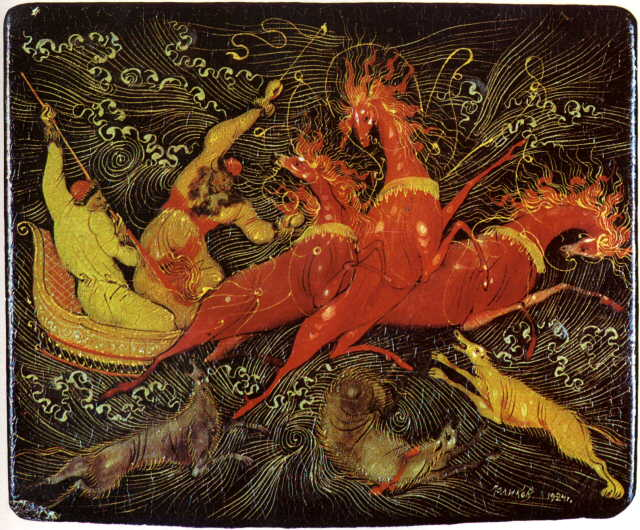
علبة سجائر باليخ المصغرة: الترويكا التي تحيط بها الذئاب.